# Výpočetní složitost matematických operací
Následující tabulky uvádějí časovou složitost matematických operací. S ohledem na to, že efektivita značné části složitějších operací závisí na efektivitě implementace násobení, kterou používají, je v patřičných vzorcích použito {\displaystyle M(n)} pro naznačení této skutečnosti.

## Aritmetické operace
| Operace           | Vstup                                                     | Výstup                   | Algoritmus                              | Složitost                                           |
| ----------------- | --------------------------------------------------------- | ------------------------ | --------------------------------------- | --------------------------------------------------- |
| sčítání           | dvě čísla o n číslicích                                   | číslo o až n+1 číslicích | školské sčítání s přenosem              | Θ(n)                                                |
| odčítání          | dvě čísla o n číslicích                                   | číslo o až n+1 číslicích | školské odčítání s výpůjčkou            | Θ(n)                                                |
| násobení          | dvě čísla o n číslicích                                   | číslo o 2n číslicích     | školské násobení                        | O(n2)                                               |
| násobení          | dvě čísla o n číslicích                                   | číslo o 2n číslicích     | Karacubův algoritmus                    | O(n1,585)                                           |
| násobení          | dvě čísla o n číslicích                                   | číslo o 2n číslicích     | trojcestné Toomovo–Cookovo násobení     | O(n1,465)                                           |
| násobení          | dvě čísla o n číslicích                                   | číslo o 2n číslicích     | k-cestné Toomovo–Cookovo násobení       | O(nlog (2k − 1)/log k)                              |
| násobení          | dvě čísla o n číslicích                                   | číslo o 2n číslicích     | Toomovo-Cookovo násobení smíšené úrovně | O({\displaystyle n\cdot 2^{\sqrt {2\log n}}\log n}) |
| násobení          | dvě čísla o n číslicích                                   | číslo o 2n číslicích     | Schönhageův–Strassenův algoritmus       | O(n log n log log n)                                |
| násobení          | dvě čísla o n číslicích                                   | číslo o 2n číslicích     | Fürerův algoritmus                      | O(n log n 2log* n)                                  |
| dělení            | dvě čísla o n číslicích                                   | číslo o n číslicích      | školské dělení                          | O(n2)                                               |
| dělení            | dvě čísla o n číslicích                                   | číslo o n číslicích      | Newtonovo–Raphsonovo dělení             | O(M(n))                                             |
| druhá odmocnina   | číslo o n číslicích                                       | číslo o až n číslicích   | Newtonova metoda                        | O(M(n))                                             |
| modulární mocnění | dvě čísla až o n číslicích a jeden exponent o k číslicích | číslo o až n číslicích   | opakované násobení a modulení           | O(2kM(n))                                           |
| modulární mocnění | dvě čísla až o n číslicích a jeden exponent o k číslicích | číslo o až n číslicích   | dvojkové mocnění                        | O(k M(n))                                           |
| modulární mocnění | dvě čísla až o n číslicích a jeden exponent o k číslicích | číslo o až n číslicích   | mocnění s Montgomeryho redukcí          | O(k M(n))                                           |

## Algebraické funkce
| Operace                                               | Vstup                                                      | Výstup                         | Algoritmus                  | Složitost               |
| ----------------------------------------------------- | ---------------------------------------------------------- | ------------------------------ | --------------------------- | ----------------------- |
| Vyhodnocení polynomu                                  | Jeden polynom stupně n s pevně danou velikostí koeficientů | Jedno číslo omezené velikosti  | Přímé vyhodnocení           | Θ(n)                    |
| Vyhodnocení polynomu                                  | Jeden polynom stupně n s pevně danou velikostí koeficientů | Jedno číslo omezené velikosti  | Hornerovo schéma            | Θ(n)                    |
| Největší společný dělitel (nad okruhy Z[x] nebo T[x]) | Dva polynomy stupně n s koeficienty pevně dané velikosti   | Jeden polynom stupně nejvýše n | Eukleidův algoritmus        | O(n2)                   |
| Největší společný dělitel (nad okruhy Z[x] nebo T[x]) | Dva polynomy stupně n s koeficienty pevně dané velikosti   | Jeden polynom stupně nejvýše n | Rychlý Eukleidův algoritmus | O(n (log n)2 log log n) |

## Speciální funkce

### Elementární funkce
Elementární funkce je možné zkonstruovat skládáním aritmetických operací, jedná se o exponenciální funkci (exp), přirozený logaritmus (log) a o goniometrické funkce a funkce k nim (částečně) inverzní. Složitost elementárních funkcí je rovna složitosti funkcí k nim inverzních, protože všechny elementární funkce jsou analytické a tedy invertovatelné newtonovou metodou. Zejména platí, že je-li exponenciální funkce nebo logaritimická funkce vyčíslitelná s nějakou složitostí, jsou se stejnou složitostí vyčíslitelné i ostatní elementární funkce.
V tabulce níže se proměnnou n označuje požadovaný počet číslic přesnosti.
| Algoritmus                                                                            | Použitelnost       | Složitost             |
| ------------------------------------------------------------------------------------- | ------------------ | --------------------- |
| Taylorova řada; přímý součet a opakovaná redukce argumentu (t.j. exp(2x) = [exp(x)]2) | exp, log, sin, cos | O(n1/2 M(n))          |
| Taylorova řada; zrychlení pomocí rychlé Fourierovy transformace                       | exp, log, sin, cos | O(n1/3 (log n)2 M(n)) |
| Taylorova řada; binární dělení                                                        | exp, log, sin, cos | O((log n)2 M(n))      |
| iterace aritmeticko-geometrického průměru                                             | log                | O(log n M(n))         |

Není známo, zda O(log n M(n)) představuje optimální složitost výpočtu elementárních funkcí. Největší známý dolní odhad je Ω(M(n)).

### Neelementární funkce
| Funkce                      | Vstup                       | Algoritmus                                | Složitost             |
| --------------------------- | --------------------------- | ----------------------------------------- | --------------------- |
| funkce Gama                 | číslo o n číslicích         | Postupná aproximace neúplné funkce Gama   | O(n1/2 (log n)2 M(n)) |
| funkce Gama                 | pevně dané racionální číslo | hypergeometrické řady                     | O((log n)2 M(n))      |
| funkce Gama                 | m/24, m je celé číslo       | iterace aritmeticko-geometrického průměru | O(log n M(n))         |
| hypergeometrická funkce pFq | číslo o n číslicích         |                                           | O(n1/2 (log n)2 M(n)) |
| hypergeometrická funkce pFq | Pevně dané racionální číslo | Hypergeometrické řady                     | O((log n)2 M(n))      |

### Matematické konstanty
Tabulka níže shrnuje výpočetní složitost úlohy získat hodnotu dané konstanty s přesností n číslic.
| Konstanta                                            | Algoritmus                                              | Složitost        |
| ---------------------------------------------------- | ------------------------------------------------------- | ---------------- |
| Zlatý řez, φ                                         | Metoda tečen                                            | O(M(n))          |
| druhá odmocnina ze dvou, {\displaystyle {\sqrt {2}}} | Metoda tečen                                            | O(M(n))          |
| Eulerovo číslo, e                                    | Binární dělení Taylorových řad pro exponenciální funkci | O(log n M(n))    |
| Eulerovo číslo, e                                    | Newtonův inverz přirozeného logaritmu                   | O(log n M(n))    |
| Ludolfovo číslo, π                                   | Binární dělení arctanové řady v Machinově vzorci        | O((log n)2 M(n)) |
| Ludolfovo číslo, π                                   | Salaminův–Brentův algoritmus                            | O(log n M(n))    |
| Eulerova–Mascheroniho konstanta, γ                   | Sweeneyho metoda                                        | O((log n)2 M(n)) |

## Teorie čísel
Složitosti výpočtů z teorie čísel se věnuje výpočtová teorie čísel.
| Operace                   | Vstup                   | Výstup                       | Algoritmus                                   | Složitost                              |
| ------------------------- | ----------------------- | ---------------------------- | -------------------------------------------- | -------------------------------------- |
| Největší společný dělitel | Dvě čísla o n číslicích | Číslo o nejvýše n číslicích  | Eukleidův algoritmus                         | O(n2)                                  |
| Největší společný dělitel | Dvě čísla o n číslicích | Číslo o nejvýše n číslicích  | Steinův algoritmus                           | O(n2)                                  |
| Největší společný dělitel | Dvě čísla o n číslicích | Číslo o nejvýše n číslicích  | Levý/pravýk-ární Steinův algoritmus          | O(n2/ log n)                           |
| Největší společný dělitel | Dvě čísla o n číslicích | Číslo o nejvýše n číslicích  | Stehlého–Zimmermannův algoritmus             | O(log n M(n))                          |
| Největší společný dělitel | Dvě čísla o n číslicích | Číslo o nejvýše n číslicích  | Schönhageho kontrolovaný eukleidovský sestup | O(log n M(n))                          |
| Jacobiho symbol           | Dvě čísla o n číslicích | 0, −1, or 1                  |                                              |                                        |
| Jacobiho symbol           | Dvě čísla o n číslicích | 0, −1, or 1                  | Schönhageho kontrolovaný eukleidovský sestup | O(log n M(n))                          |
| Jacobiho symbol           | Dvě čísla o n číslicích | 0, −1, or 1                  | Stehlého–Zimmermannův algoritmus             | O(log n M(n))                          |
| Faktoriál                 | Pevně dané číslo m      | Číslo o O(m log m) číslicích | Násobení odspodu                             | O(m2 log m)                            |
| Faktoriál                 | Pevně dané číslo m      | Číslo o O(m log m) číslicích | Binární dělení                               | O(log m M(m log m))                    |
| Faktoriál                 | Pevně dané číslo m      | Číslo o O(m log m) číslicích | Umocňování prvočíselných dělitelů m          | O(log log m M(m log m)), O(M(m log m)) |

## Maticová algebra
Hodnoty v následující tabulce jsou za platné za předpokládu, že maticové prvky lze násobit v konstantním čase.
| Operace         | Vstup                                                       | Výstup                     | Algoritmus                          | Složitost |
| --------------- | ----------------------------------------------------------- | -------------------------- | ----------------------------------- | --------- |
| Násobení matic  | Dvě matice rozměrů n×n                                      | Jedna matice o rozměru n×n | Školské násobení                    | O(n3)     |
| Násobení matic  | Dvě matice rozměrů n×n                                      | Jedna matice o rozměru n×n | Strassenův algoritmus               | O(n2,807) |
| Násobení matic  | Dvě matice rozměrů n×n                                      | Jedna matice o rozměru n×n | Coppersmithův–Winogradův algoritmus | O(n2,376) |
| Násobení matic  | Dvě matice rozměrů n×n                                      | Jedna matice o rozměru n×n | Williamsův algoritmus               | O(n2.373) |
| Násobení matic  | jedna matice o rozměrech n×m a jedna matice o rozměrech m×p | jedna matice o rozměru n×p | Školské násobení                    | O(nmp)    |
| Inverze matice  | matice o rozměrech n×n                                      | matice o rozměrech n×n     | Gaussova–Jordanova eliminace        | O(n3)     |
| Inverze matice  | matice o rozměrech n×n                                      | matice o rozměrech n×n     | Strassenův algoritmus               | O(n2,807) |
| Inverze matice  | matice o rozměrech n×n                                      | matice o rozměrech n×n     | Coppersmithův–Winogradův algoritmus | O(n2,376) |
| Inverze matice  | matice o rozměrech n×n                                      | matice o rozměrech n×n     | Williamsův algoritmus               | O(n2,373) |
| Determinant     | jedna matice o rozměrech n×n                                | jedna hodnota              | Laplaceův rozvoj                    | O(n!)     |
| Determinant     | jedna matice o rozměrech n×n                                | jedna hodnota              | LU dekompozice                      | O(n3)     |
| Determinant     | jedna matice o rozměrech n×n                                | jedna hodnota              | Bareissův algoritmus                | O(n3)     |
| Determinant     | jedna matice o rozměrech n×n                                | jedna hodnota              | Rychlé násobení matic               | O(n2,373) |
| Zpětné dosazení | trojúhelníková matice                                       | n řešení                   | Zpětné dosazení                     | O(n2)     |